# The Warrior's Way
The Warrior's Way è un film del 2010 diretto da Sngmoo Lee.
Pellicola di genere wuxia, con il regista Sngmoo Lee alla sua opera prima e anche sceneggiatore.

## Trama
Un guerriero asiatico di nome Yang è costretto a nascondersi in una piccola cittadina americana in Texas. Qui incontra l'ubriacone della città Ron, e una lanciatrice di coltelli del circo Lynne, entrambi con profondi segreti. Lynne infatti odia il colonnello, che ha ucciso tutta la sua famiglia e ha tentato di ucciderla. Ron invece è un potente killer conosciuto in tutto il Texas, che a causa della sua fama di ladro ha perso la persona che ama e da allora non ha mai più sparato. 
Yang ha un potere che tutto il suo clan possiede cioè una velocità straordinaria, lui però è il più forte e lo dimostrerà anche in un epico scontro tra cow boy attaccabrighe armati di pistole e fucili e "ninja" letali e precisi, armati, invece, di spade e pugnali.

## Produzione
Le riprese del film sono cominciate ad Auckland il 12 novembre 2007 e terminate il 28 febbraio 2008.

## Distribuzione
Il film è uscito nelle sale cinematografiche di Russia e Corea del Sud il 2 dicembre 2010, mentre in quelle di Stati Uniti e Regno Unito il 3 dicembre.
In Italia il film è uscito direttamente per il mercato home video.